# Жан Даніелу
Жан Даніелу (фр. Jean Daniélou; 14 травня 1905, Неї-сюр-Сен — 20 травня 1974, Париж) — французький кардинал, римсько-католицький теолог, єзуїт, історик. Член Французької академії. Титулярний архиєпископ Таорміна з 11 по 28 квітня 1969 року. Кардинал-диякон з 28 квітня 1969, з титулярною дияконією Сан-Саба з 30 квітня 1969 року.

## Біографія
Вивчав французьку мову в Сорбонні, де в 1927 році отримав вчений ступінь агреже з граматики. У Сорбонні Жан познайомився з Жаном-Полем Сартром, Жаком Марітеном і Франсуа Моріаком (останній мав на нього особливий вплив). У той же період він переклав на латинську мову французьке лібрето Жана Кокто для опери Ігоря Стравінського «Цар Едіп». Після закінчення Сорбонни Жан проходив військову службу в форті Сен-Сір (1927—1929).
20 листопада 1929 року став послушником в ордені єзуїтів в Лавалі. 21 листопада 1931 склав обіти. Потім був традиційний курс навчання філософії (1931—1934), після якого Даніелу викладав в колежі Сен-Жозеф в Пуатьє (1934—1936). У 1936—1939 рр. Даніелу під керівництвом Анрі де Любака вивчав теологію (зокрема патристику) в Ліон-Фурв'єр. Тут він познайомився з молодим богословом Гансом Урсом фон Бальтазаром. 24 серпня 1938 р. Даніелу був висвячений на священика.